# Pato Banton
Pato Banton, nome artístico de Patrick Murray (Birmingham, 5 de outubro de 1961) é um cantor e "toaster" de reggae britânico.
Ele começou a gravar em 1982, aparecendo em "Pato and Roger a Go Talk" (do álbum Special Beat Service.) com Ranking Roger, do English Beat Ele foi um dos artistas convidados que apareceram no álbum Baggariddim do UB40, em 1985.
Sua estreia em carreira solo foi em 1987, com Never Give In, que incluia uma colaboração de Paul Shaffer. Depois de um EP em 1988, Banton lança um LP com uma tendência mais pop, Visions of the World, seguido por Wize up! de 1991, que incluia um sucesso nas rádios "Spirits in the Material World (versão da música do The Police) e outra colaboração, "Wize Up!", desta vez com David Hinds do Steel Pulse.
Banton trabalhou num álbum ao vivo com Mad Professor e lançou Universal Love, em 1992. Depois de um sucesso na Inglaterra com Baby Come Back, em 1994 (originalmente de Eddy Grant, em parceria com o The Equals), com Robin Campbell e Ali Campbell, do UB40.

## Discografia
- Mad Professor Captures Pato Banton (1985)
- Never Give In (1987)
- Visions Of The World (1989)
- Mad Professor Recaptures Pato Banton (1990)
- Wize Up! (No Compromize) (1990)
- Live & Kickin All Over America (1991)
- Universal Love (1992)
- Collections (1994)
- Stay Positive (1996)
- Tudo De Bom - Live In Brazil (2000)
- Life Is A Miracle (2000)
- Live At The Maritime - San Francisco (2001)
- The Best Of Pato Banton (2002)
- Positive Vibrations (2007)
- Pato Banton and Friends (2008)
- Destination Paradise (2008)